# Women's WorldTour Ronde van Drenthe 2022
Il Women's WorldTour Ronde van Drenthe 2022 (Miron Ronde van Drenthe 2022 per esigenze di sponsor), quindicesima edizione della corsa e valida come seconda prova dell'UCI Women's World Tour 2022 categoria 1.WWT, si svolse il 12 marzo 2022 su un percorso di 155,9 km, con partenza da Assen e arrivo a Hoogeveen, nei Paesi Bassi. La vittoria fu appannaggio dell'olandese Lorena Wiebes, la quale completò il percorso in 4h03'31", alla media di 38,412 km/h, precedendo l'italiana Elisa Balsamo e la belga Lotte Kopecky.
Sul traguardo di Hoogeveen 80 cicliste, su 120 partite da Assen, portarono a termine la competizione.

## Squadre e corridori partecipanti
Parteciparono alla prova 19 formazioni, undici WorldTeam, sette Continental Team e una selezione nazionale dei Paesi Bassi. Una ventesima formazione iscritta, il Movistar Team Women, non prese il via.
| N.      | Cod. | Squadra                 |
| ------- | ---- | ----------------------- |
| 1-6     | DSM  | Team DSM                |
| 11-16   | CSR  | Canyon-SRAM Racing      |
| 21-26   | FDJ  | FDJ Nouvelle-Aquitaine  |
| 31-36   | HPW  | Human Powered Health    |
| 41-46   | LIV  | Liv Racing Xstra        |
| 61-66   | BEX  | Team BikeExchange-Jayco |
| 71-76   | JVW  | Jumbo-Visma Women Team  |
| 81-86   | SDW  | Team SD Worx            |
| 91-96   | TFS  | Trek-Segafredo          |
| 101-106 | UAD  | UAE Team ADQ            |

| N.      | Cod. | Squadra                      |
| ------- | ---- | ---------------------------- |
| 111-116 | UXT  | Uno-X Pro Cycling Team       |
| 121-126 | ASC  | Andy Schleck-CP NVST-Immo L. |
| 131-136 | BDU  | Bizkaia Durango              |
| 141-146 | WNT  | Ceratizit-WNT Pro Cycling    |
| 151-156 | GKT  | GT Krush Tunap Pro Cycling   |
| 161-166 | NXG  | NXTG by Experza              |
| 171-176 | PHV  | Parkhotel Valkenburg         |
| 181-186 | VAL  | Valcar-Travel & Service      |
| 191-196 | NLD  | Paesi Bassi                  |

## Ordine d'arrivo (Top 10)
| Pos. | Corridore         | Squadra      | Tempo    |
| ---- | ----------------- | ------------ | -------- |
| 1    | Lorena Wiebes     | DSM          | 4h03'31" |
| 2    | Elisa Balsamo     | Trek         | a 1"     |
| 3    | Lotte Kopecky     | SD Worx      | s.t.     |
| 4    | Clara Copponi     | FDJ          | s.t.     |
| 5    | Marta Bastianelli | UAE ADQ      | s.t.     |
| 6    | Alice Barnes      | Canyon       | s.t.     |
| 7    | Chiara Consonni   | Valcar       | s.t.     |
| 8    | Nina Kessler      | BikeExchange | s.t.     |
| 9    | Jip van den Bos   | Jumbo        | s.t.     |
| 10   | Sarah Roy         | Canyon       | s.t.     |